# Primaire présidentielle écologiste française de 2006
La primaire présidentielle écologiste française de 2006 s'est déroulée entre avril et juillet 2006 pour désigner le candidat des Verts à l'élection présidentielle de 2007. À l'issue de cette primaire, Dominique Voynet est désignée candidate du parti.

## Candidats
Les 5 candidats à départager sont :
- Yves Cochet, député de la 11e circonscription de Paris
- Jean Desessard, sénateur de Paris
- Cécile Duflot, membre du conseil exécutif des Verts et porte-parole du parti
- Alain Uguen, cofondateur des Verts et ancien conseiller municipal de Quimper
- Dominique Voynet, sénatrice de la Seine-Saint-Denis et candidate du parti en 1995

## Sondages
Aucun sondage sur la primaire interne chez Les Verts n’a été réalisé pendant la période du scrutin.

## Résultats
Le 21 avril 2006, Dominique Voynet arrive en tête du premier tour, sans toutefois obtenir assez de votes pour être désignée candidate du parti.
| Candidat | Candidat         | Voix  | %     |
| -------- | ---------------- | ----- | ----- |
|          | Dominique Voynet | 1 743 | 35,45 |
|          | Yves Cochet      | 1 393 | 28,33 |
|          | Cécile Duflot    | 1 145 | 23,29 |
|          | Jean Desessard   | 335   | 6,81  |
|          | Alain Uguen      | 301   | 6,12  |

Les deux candidats arrivés en tête sont Dominique Voynet et Yves Cochet (tous les deux clairement partisans du « Oui » au référendum de 2005). Le second tour du 30 mai donne une quasi-égalité de voix entre eux, avec seulement deux voix d'écart (en faveur d’Yves Cochet) sur un total de 5 181 bulletins. Le compte des bulletins étant en plus contesté, il est donc décidé de refaire ce second tour le 18 juillet 2006. 
| Candidat | Candidat         | Voix  | %     |
| -------- | ---------------- | ----- | ----- |
|          | Dominique Voynet | 2 446 | 45,67 |
|          | Yves Cochet      | 2 389 | 44,60 |
|          | Votes blancs     | 521   | 9,73  |

Dominique Voynet est donc la candidate des Verts à l'élection présidentielle. Elle n'obtient cependant que 1,57 % des suffrages (soit 576 666 voix), ce qui est le plus mauvais résultat d'un écologiste depuis la candidature de René Dumont en 1974 (première candidature écologiste, 1,32 % des voix). Au second tour, elle appelle à voter pour Ségolène Royal, la candidate du Parti socialiste.